# Carmela Fortuny i Camarena
Carmela Fortuny i Camarena   (Alzira, 2 d'abril de 1968) és una professora i política catalana, que va exercir d'alcaldessa de Sant Cugat del Vallès entre 2018 i 2019. Posteriorment fou regidora portaveu del grup municipal a l'Ajuntament de Sant Cugat del Vallès de Junts per Sant Cugat i de 2019 a 2023 va ser Vicepresidenta segona de la Diputació de Barcelona. El 2023 va ser nomenada assessora del grup polític de Junts a la Diputació de Barcelona.
És llicenciada en Ciències de l'Educació i té un màster en Gestió Pública, alhora que va militar al Partit Demòcrata Europeu Català.

## Entrada al Govern municipal de Sant Cugat del Vallès
Durant el mandat de 2007 a 2011, com a regidora electa per Convergència i Unió, fou tinent d'alcalde de Serveis a la Ciutadania. Durant el període intermedi allunyada de l'Ajuntament de Sant Cugat, va ser directora general al Departament de Benestar Social i Família de la Generalitat de Catalunya.
Posteriorment, retornà al Govern municipal com a tinent d'alcalde amb diferents responsabilitats, ocupant la tinència d'alcaldia de Presidència, Cultura i Promoció de la Ciutat, amb adscripció de la regidoria d'Esports i Joventut i del Comissionat del Reial Monestir. També fou la portaveu adjunta del grup municipal PDeCAT-Demòcrates.